# Callicebus bernhardi
Il callicebo del Principe Bernardo (Callicebus bernhardi van Roosmalen, 2002) è un primate platirrino della famiglia dei Pitecidi.
Endemico del Brasile, si incontra negli stati di Amazonas, Rondonia e Mato Grosso.
Fu descritto per la prima volta nel 2002 da Marc van Roosmalen e Russell Mittermeier, che decisero di assegnare alla specie il nome scientifico in onore del principe Bernardo d'Olanda.
Misura circa 95 cm di lunghezza, più della metà dei quali spettano alla lunga coda semiprensile.

Il pelo è bruno-rossiccio con tendenza ad inscurirsi man mano che si procede verso il quarto posteriore, che è nerastro, così come la radice della coda, che per il resto è bianca nella parte distale: il petto è arancione, così come la barbetta che incornicia la mandibola.

## Distribuzione e habitat
Si pensa che si trovi nella riserva di Alta Floresta nello stato del Mato Grosso. Ci sono avvistamenti di P. bernhardi nella riserva per lo sviluppo sostenibile di Juma e nella terra indigena Ipixuna (215.000 ha), entrambe in Amazzonia. 
Questa specie arboricola predilige l’ambiente umido della foresta pluviale. La sua dieta comprende principalmente frutta, foglie, insetti e semi. Gli individui formano piccoli gruppi territoriali, sono considerati monogami e frequentano un’area limitata (1,5-30 km²), con un raggio d’azione diurno di 0,5 - 1,5 km². C. bernhardi preferisce le foreste disturbate naturalmente o antropicamente, la foresta di liane su terre nere abbandonate, la foresta secondaria che circonda piantagioni e campi e i cosiddetti “seringai”, in cui aree di foreste fluviali alte lungo i fiumi amazzonici venivano trasformate in foreste multispecie produttive. Queste foreste sono ricche di alberi che producono frutti di valore commerciale e commestibili, tra cui gomma (Hevea brasiliensis), noce del Brasile (Bertholletia excelsa), cacao selvatico (Theobroma spp.), “bacurí” (Rheedia spp., Platonia insignis), Inga spp.), “taperebá” (Spondias mombin), “biribá” (Rollinia squamosa), “soursop'”( Annona spp.) e un certo numero di specie arboree appartenenti alla famiglia delle sapotille (Sapotaceae) e palme (Palmae o Arecaceae) .

## Biologia
I gruppi familiari dormono insieme all'interno sullo stesso albero. Spesso prima dell'alba, al mattino presto, si possono sentire le coppie che vivono nella zona eseguire duetti. I suoi comportamenti includono l'attorcigliamento della coda.  
Le femmine hanno un solo figlio all'anno. dopo un periodo di gestazione di 160 giorni. Le nascite si verificano in genere tra novembre e marzo. I maschi partecipano alle cure parentali. I figli lasciano il gruppo dopo due o tre anni. La durata media della vita è di una ventina di anni.

## Rischio d'estinzione e minacce
Gli individui di questa specie sono oggetto di attività venatoria per consumo umano. Elencata nell'Appendice II della CITES, questa specie è classificata dall’International Union for Conservation of Nature (IUCN) come “Minor Preoccupazione” in quanto vive in un areale relativamente ampio in una regione remota al sicuro dall'impatto antropogenico. La sua popolazione è stimata stabile e non ci sono prove di minacce importanti che comportino un declino.
Ricerche recenti condotte nell’Arco della Deforestazione, un’area dell’Amazzonia sud orientale soggetta a forte deforestazione, hanno permesso di constatare come il suo habitat sia a rischio. Le perdite di habitat dovute alla deforestazione e alla riduzione della popolazione stimate per i prossimi 24 anni (tre generazioni) giustificherebbero la previsione che P. bernhardi è minacciato e dovrebbe essere classificato come “Vulnerabile”.